# هاروكا شيموتسوكي
هاروكا شيموتسوكي (霜月はるか Shimotsuki Haruka، مواليد 15 نوفمبر 1986) هي مغنية يابانية ومؤلفة موسيقى دوجين معروفة بمواضيعها الصوتية في سلسلة أرتونليكو وأتيليه إيريس. كتبت أيضًا كلمات الأغاني وغنت الموضوعات النهائية للموسمين الأولين من روزن مايدن بالإضافة إلى أو في ا تحت اسم كوكوي، مع ميو.